# 어니스트 헤밍웨이의 작품 목록

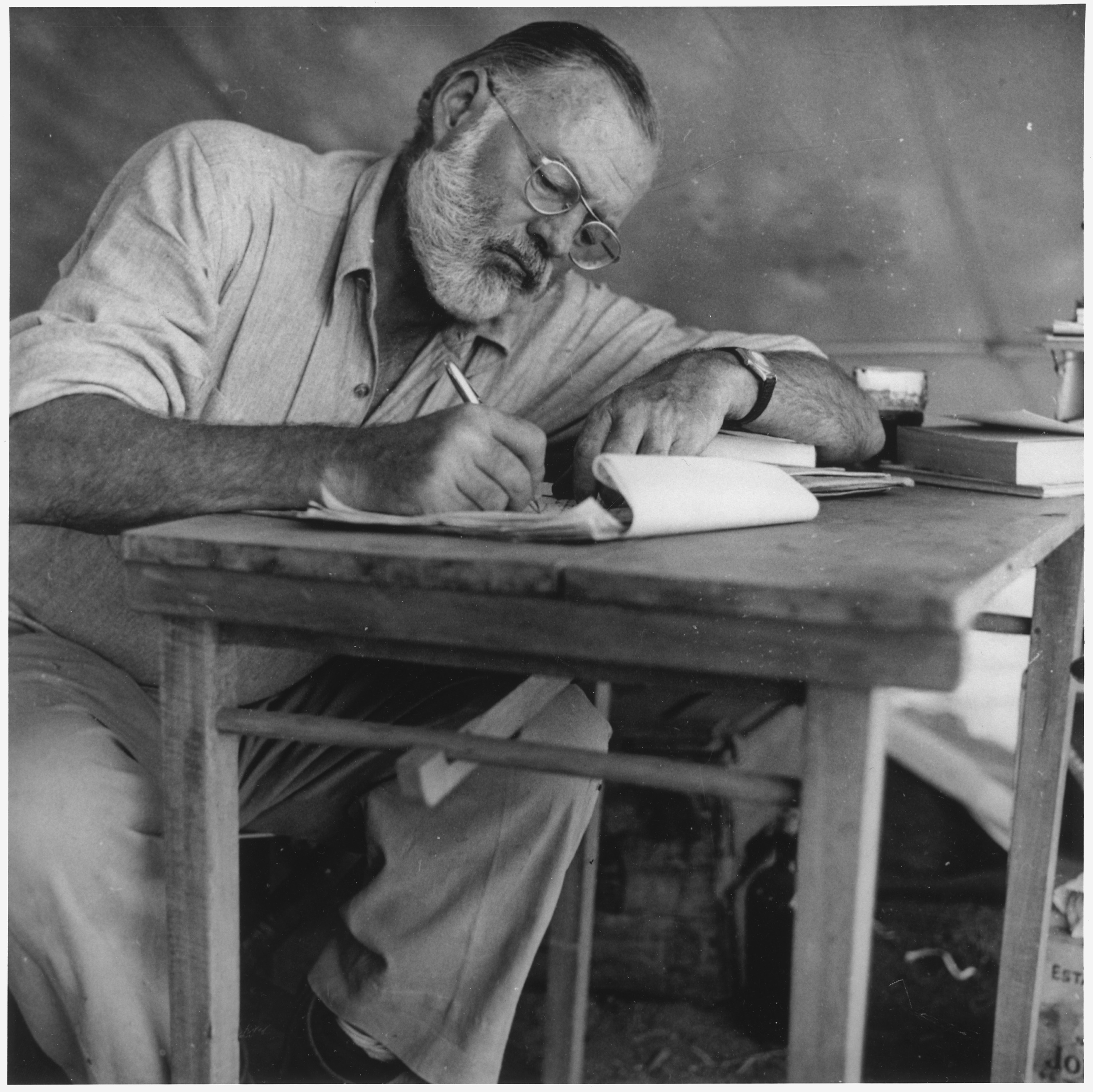
1953년 케냐에서의 헤밍웨이.

다음은 미국의 소설가이자 저널리스트였던 어니스트 헤밍웨이의 작품 목록이다. 빙산 이론이라 불린 그의 간결하고 절제된 문체는 20세기 문학 전반에 지대한 영향을 끼쳤으며, 그의 작품 대부분이 미국 문학의 고전으로 불린다.
헤밍웨이는 대부분의 작품을 1920년대 중반부터 1950년대 중반 사이에 만들었으며, 1954년에는 노벨 문학상을 수상하였다. 총 7편의 소설과 6편의 단편집, 2편의 논픽션 글을 썼다.
그의 사후에는 3편의 소설, 4편의 단편집, 3편의 논픽션 글이 발매되었다.

## 작품 목록

### 중편 및 장편 소설
- 《봄의 분류》(The Torrents of Spring, 1926)
- 《태양은 다시 떠오른다》(The Sun Also Rises, 1926)
- 《무기여 잘 있거라》(A Farewell to Arms, 1929)
- 《가진 자와 못 가진 자》(To Have and Have Not, 1937)
- 《누구를 위하여 종은 울리나》(For Whom the Bell Tolls, 1940)
- 《강 건너 숲속으로》(Across the River and into the Trees, 1950)
- 《노인과 바다》(The Old Man and the Sea, 1952)
- 《해류 속의 섬들》(Islands in the Stream, 1970)
- 《에덴의 동산》(The Garden of Eden, 1986)

### 앤솔로지
- 《전장의 인간》(Men at War: The Best War Stories of All Time, 1942) ― 헤밍웨이가 서문과 편집을 담당했으나, 책 본문은 다른 이들의 글을 모은 것임.[1]

### 단편집
- 《세 편의 단편과 열 편의 시》(Three Stories and Ten Poems, 1923)
- 《우리들의 시대에》(In Our Time, 1924) ― 1925년 단편 14편을 추가하여 재발매됨.
- 《여자 없는 남자들》(Men Without Women, 1927)
- 《승리자에겐 아무것도 주지 말라》(Winner Take Nothing, 1933)
- 《제5열과 첫 번째 마흔아홉 개의 단편들》(The Fifth Column and the First Forty-Nine Stories, 1938)
- The Essential Hemingway (1947)
- 《킬리만자로의 눈》(The Snows of Kilimanjaro and Other Stories, 1961)
- 《제5열과 스페인 내전에 관한 네 편의 소설들》(The Fifth Column and Four Stories of the Spanish Civil War, 1969)
- 《닉 애덤스 이야기》(The Nick Adams Stories, 1972)
- 《88편의 시》 (88 Poems, 1979)
- 《완전한 시》 (Complete Poems, 1979)
- The Short Stories of Ernest Hemingway (1984)
- 《어니스트 헤밍웨이의 단편 전집》(The Complete Short Stories of Ernest Hemingway, 1987)
- Ernest Hemingway: The Collected Stories (1995)
- Hemingway on Writing (1999)
- Hemingway on Fishing (2000)
- Hemingway on Hunting (2003)
- Hemingway on War (2003)
- Hemingway on Paris (2008)

### 논픽션
- 《오후의 죽음》(Death in the Afternoon, 1932)
- 《아프리카의 푸른 언덕》(Green Hills of Africa, 1935)
- The Wild Years (1962)
- 《움직이는 축제》(A Moveable Feast, 1964)
- 《바이라인: 어니스트 헤밍웨이》(By-Line: Ernest Hemingway, 1967)
- Ernest Hemingway: Cub Reporter (1970)
- 《위험한 여름》(The Dangerous Summer, 1985)
- 《데이트라인: 토론토》(Dateline: Toronto, 1985)
- 《여명의 진실》(True at First Light, 1999)
- 《킬리만자로 아래서》(Under Kilimanjaro, 2005)

### 서간집
- 《마지막 못다한 이야기》 (Ernest Hemingway Selected Letters 1917–1961, 1981)
- The Cambridge Edition of the Letters of Ernest Hemingway (2011–)
  - The Letters of Ernest Hemingway: Volume 1, 1907–1922 (2011)
  - The Letters of Ernest Hemingway: Volume 2, 1923–1925 (2013)
  - The Letters of Ernest Hemingway: Volume 3, 1926–1929 (2015)
  - The Letters of Ernest Hemingway: Volume 4, 1929–1931 (2017)
  - The Letters of Ernest Hemingway: Volume 5, 1932–1934 (2020)

### 희곡
- 《오늘은 금요일》(Today is Friday, 1926) ― 1926년 팸플릿 형태로 초판이 발간되었으며, 이후 1927년 단편집 《여자 없는 남자들》에 수록됨.
- 《제5열》(The Fifth Column, 1938) ― 단편집 《제5열과 첫 번째 마흔아홉 개의 단편들》에 수록됨.

### 영화
- 《스페인의 대지》(The Spanish Earth, 1937) ― 각본.

## 각색
아래는 헤밍웨이의 작품을 각색한 작품들의 목록이다.

### 《태양은 다시 떠오른다》
- 《태양은 또 떠오른다》(1957, 영화)
- 《태양은 다시 떠오른다》(1984, 영화)
- 《태양은 다시 떠오른다》(2000, 오페라)
- 《선택 (태양은 다시 떠오른다)》(2010, 연극)
- 《태양은 다시 떠오른다》(2013, 발레)

### 〈살인자들〉
- 《살인자들》(1946, 영화)
- 《킬러》(1956, 영화)
- 《킬러》(1964, 영화)
- 〈살인자들〉 (1973, 단편소설)

### 《무기여 잘 있거라》
- 《무기여 잘 있거라》(1932, 영화)
- 《무기여 잘 있거라》(1957, 영화)
- 《무기여 잘 있거라》(1966, 드라마)

### 《가진 자와 못 가진 자》
- 《소유와 무소유》(1944, 영화)
- 《파국》(1950, 영화)
- 《건 러너스》(1958, 영화)
- 《호시드 선장》(1987, 영화)

### 《누구를 위하여 종은 울리나》
- 《누구를 위하여 종은 울리나》 (1943, 영화)
- 《누구를 위하여 종은 울리나》 (1959, TV 연극)
- 《누구를 위하여 종은 울리나》 (1965, 드라마)
- 〈For Whom the Bell Tolls〉 (1984, 노래)

### 《노인과 바다》
- 《노인과 바다》 (1958, 영화)
- 《노인과 바다》 (1990, 영화)
- 《노인과 바다》 (1999, 영화)

### 기타 작품
아래 작품은 모두 영화이다.
- 《매컴버 사건》(1947)
- 《나의 속마음》(1950)
- 《킬리만자로의 눈》(1952)
- 《청춘의 모험》(1962)
- 《바하마의 별》(1977)
- 《병사의 고향》(1977)
- 《올드 맨》(1979)
- 《폭풍 탈출》(2001)
- 《가든 오브 에덴》(2008)
- 《강 건너 숲속으로》(2022)